# Ralf Turander
Ralf Göte Anders Turander, född 19 september 1943 i Kumla, är en svensk fotograf.
Fotointresset väcktes tidigt hos Turander och från tonåren anställdes han åren 1960-1965 som assistent vid olika fotografateljéer i Stockholm – G.M.N. Studio, C.A. Carlsson, Sten Didrik Bellander, Tio fotografer – och inbjöds även att assistera modefotograferna Richard Avedon och Hiro vid vår- och höstkollektionerna i Paris 1963-1965.
Tillsammans med kollegan Jan Forsström etablerade han 1965 Jan/Ralf Studio i Stockholm och deltog samma år och året därpå i utställningen "Unga fotografer" på Moderna museet. 1985 startade han egen studio i Gamla stan. Han har sedan deltagit i ett flertal samlings- och separatutställningar bland annat på Moderna museet (Fotografiska museet), Centre Culturel Suédois i Paris och olika franska gallerier (från 1989), The Blue Door i London, Landskrona museum, Ljungs slott, Tomarps kungsgård och Hörby museum.
År 1984 erhöll han Stora Journalistpriset för sina fotografier.
Turander har med sina fotografier illustrerat många böcker, däribland Skoklosters slott under 350 år, för vilken han tillsammans med Carin Bergström tilldelades utmärkelsen Årets bok om svensk historia år 2004. I samband med bokutgivningarna har han ofta ställt ut på olika slott och herresäten, som skildras i böckerna, däribland Skokloster slott, Skarhults slott, Hovdala slott och Katrinetorps herrgård.
Åren 2000–2013 var han bosatt och verksam i bland annat Skåne och Frankrike. Turander finns representerad på Nationalmuseum och Moderna Museet i Stockholm.

## Priser och utmärkelser
- 1984 – Stora Journalistpriset
- 2004 – Årets bok om svensk historia